# Jesteburg
Jesteburg – miejscowość i gmina położona nad rzeką Seeve w niemieckim kraju związkowym Dolna Saksonia, w powiecie Harburg, siedziba władz gminy zbiorowej (niem. Samtgemeinde) Jesteburg obejmującej sześć okolicznych miejscowości.

## Położenie geograficzne
Jesteburg leży ok. 30 km na południe od Hamburga i ok. 10 km na północ od Pustaci Lüneburskiej.

## Skład gminy
Miejscowości należące do gminy Jesteburg: Itzenbüttel, Jesteburg, Lohof, Lüllau, Osterberg, Thelstorf i Wiedenhof.